# دهیری جولاگرام
دهیری جولاگرام (به انگلیسی: Dheri Julagram) یک منطقهٔ مسکونی در پاکستان است که در خیبر پختونخوا واقع شده‌است.